# Ricardo Sixto Iglesias
Ricardo Sixto Iglesias (València, 1967) és un polític d'Esquerra Unida del País Valencià (EUPV), la federació valenciana d'Izquierda Unida. Com a cap de llista de la formació per València, resultà elegit diputat al Congrés dels diputats a les eleccions generals de 2011 i com a membre de la coalició Compromís-Podemos-És el moment a les eleccions generals espanyoles de 2016. És llicenciat en Geografia i Història per la Universitat de València.

## Vida política
Milita a EUPV des de la creació de la coalició el 1986 i forma part del seu Consell Polític Nacional i de la seua Comissió Executiva com a Secretari d'Administració i Finances. Ha estat regidor a Burjassot i diputat provincial de València.
Durant la Crisi interna d'Esquerra Unida del País Valencià de 2007-2008, Ricardo Sixto era el Secretari d'Organització d'EUPV. Compromís pel País Valencià fou la coalició en què Esquerra Unida del País Valencià (EUPV), el Bloc Nacionalista Valencià (BLOC), Els Verds del País Valencià (EVPV), Els Verds Esquerra Ecologista del País Valencià (VEE) i Izquierda Republicana (IR) s'havien presentat a les eleccions a les Corts Valencianes de 2007. Mónica Oltra i Mireia Mollà, electes diputades en aquestes eleccions i pertanyents al corrent intern minoritari d'EUPV Esquerra i País van destituir Glòria Marcos com a síndica del Grup Parlamentari Compromís en favor de la mateixa Mónica Oltra i amb la complicitat dels dos diputats del BLOC, que formaven majoria front als 3 diputats d'EUPV que havien decidit respectar l'acord preelectoral de Compromís pel País Valencià de designar Marcos com a portaveu a les Corts Valencianes.
Sixto, va acusar les diputades del corrent intern Esquerra i País, Mónica Oltra i Mireia Mollà, de traïció i transfuguisme per haver destituït Glòria Marcos. El 15 de setembre, el Consell Nacional d'EUPV va decidir expulsar-les de la formació amb el 95% de vots a favor.

### Diputat al Congrés

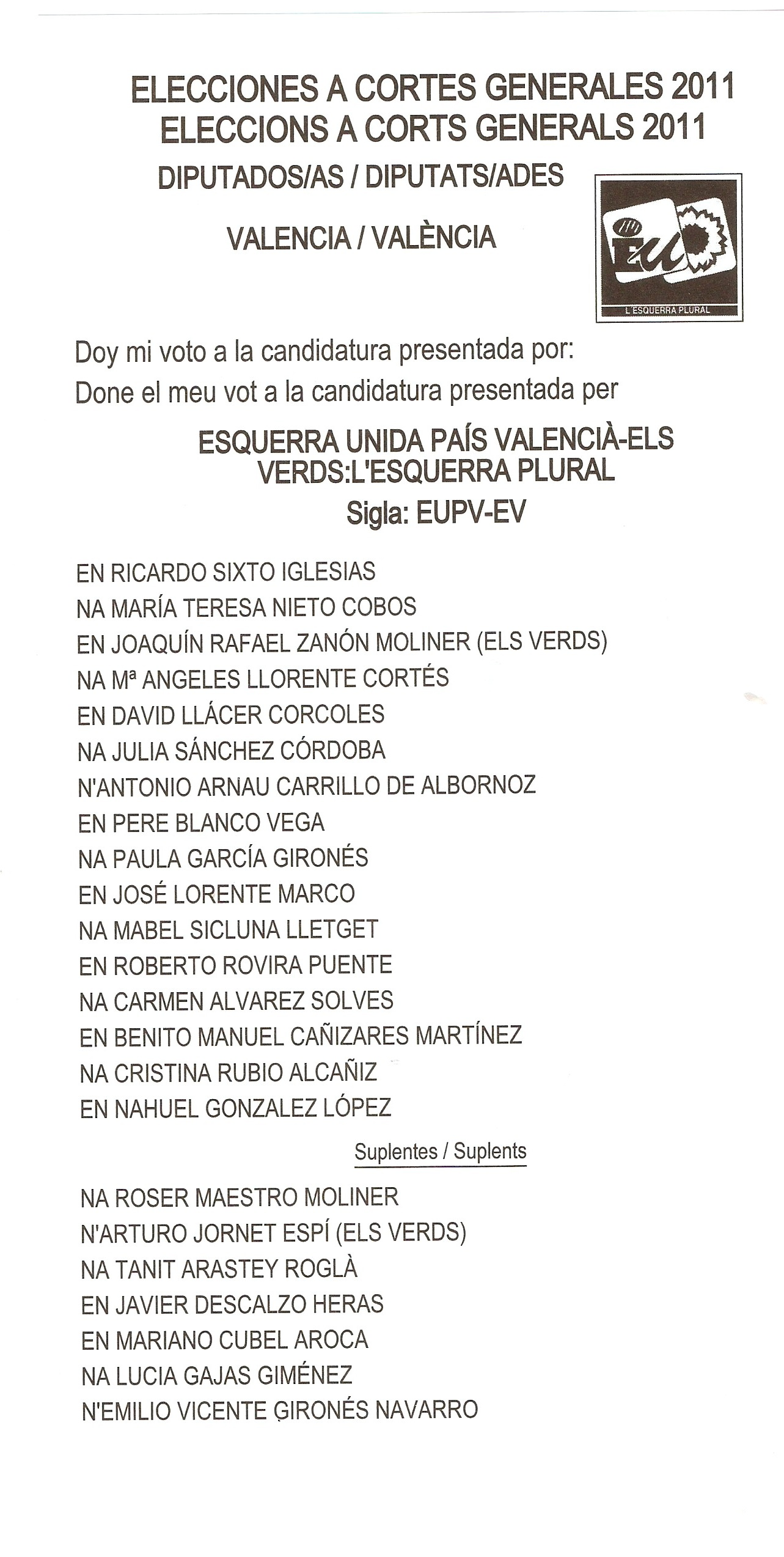
Papereta al Congrés per València, encapçalada per Ricardo Sixto.

L'1 d'octubre de 2011 fou escollit per l'Assemblea d'EUPV per encapçalar la llista d'Esquerra Unida del País Valencià-Els Verds: L'Esquerra Plural (EUPV-EV) per València a les eleccions generals de 2011, en les quals Sixto recuperà el diputat que EUPV perdé a les anteriors generals, restant aquesta formació com a tercera força política del País Valencià seguit d'UPyD i Compromís. Com a diputat treballa conjuntament amb Els Verds del País Valencià (EVPV), formació amb què EUPV s'havia presentat per les circumscripcions valencianes.
El 2012, participà en la denominada III Flotilla de la Libertad, a bord de l'Estelle, que pretenia trencar el bloqueig a la franja de Gaza en octubre de 2012, i que fou interceptada en aigües internacionals per la Marina d'Israel.